# Diplothrix legata
Diplothrix legata är en gnagare i underfamiljen möss (Murinae) och den enda arten i sitt släkte.
Djuret når en kroppslängd mellan 22 och 33 centimeter och därtill kommer en 24 till 33 centimeter lång svans. Den långa täta pälsen har en grå färg och undersidan är lite ljusare än ovansidan. Svansen är täckt av hår och även djurets små öron är glest täckta med hår. Den främre delen av svansen har en mörk färg och sedan följer en längre vit svansspets. Diplothrix legata har brun päls på fötternas ovansida.
Denna gnagare äter under natten frön och insekter. Honornas spenar är så utformade att de kan ha 2 till 12 ungar per kull.
Arten förekommer på Ryukyuöarna (Amami-Ōshima, Tokunoshima och Okinawa) som tillhör Japan. Habitatet utgörs av skogar som främst ligger 300 till 400 meter över havet. Djurets vistas främst på träd.
Diplothrix legata hotas av skogens avverkning samt av införda rovdjur som hundar, katter och javanesisk mungo (Herpestes javanicus). IUCN listar arten som starkt hotad (endangered).